# VfR Warbeyen
VfR Warbeyen is een Duitse voetbalclub uit Kleve, Noordrijn-Westfalen. De vrouwenafdeling komt in het seizoen 2025/26 uit in de Tweede Bundesliga.

## Historie
Tot 2018 kwam de vrouwenafdeling van VfR Warbeyen uit in de Landesliga. In dat jaar wist het voor het eerst promotie naar de Niederrheinliga af te dwingen. Na het behalen van de negende plaats in 2019, werd de club in 2020 tot kampioen benoemd nadat het ten tijde van het beëindigen van de competitie vanwege de coronapandemie eerste stond op basis van punten per wedstrijd. In het seizoen 2022/23 won VfR Warbeyen de Neiderrheinpokal, waardoor het mocht aantreden in de DFB Pokal. In de eerste ronde volgde uitschakeling na een 1-2 nederlaag tegen Borussia Bocholt. In de daaropvolgende seizoenen eindigde VfR Warbeyen in de Regionalliga West in de derde en tweede plaats. In het seizoen 2024/25 wist VfR Warbeyen voor het eerst promotie naar de Tweede Bundesliga te bewerkstelligen. Hoofdtrainer Sandro Scuderi en zijn staf maakten op controversiële wijze in een trainingssessie voorafgaand aan de kampioenswedstrijd tegen het tweede elftal van Bayer 04 Leverkusen bekend dat acht speelsters, waaronder aanvoerster Pauline Dallmann, haar zus Jule Dallmann en topscoorster Jolina Opladen geen onderdeel zouden worden van de selectie in het seizoen 2025/26. Dit leidde ertoe dat er binnen de selectie twee kampen ontstonden, alvorens de selectie werd overtuigd om weer een geheel te vormen.

## Bekende (oud-)speelsters
- Loreta Lulaj
- Lotte Masseling
- Yaël Mollink
- Ilse van Rheenen